# روب ويتشجه
روب ويتستشج (بالهولندية: Rob Witschge)‏، من مواليد 22 أغسطس 1966 في أمستردام في هولندا، لاعب كرة قدم هولندي سابق.
بدأ مسيرته الكروية مع نادي أياكس أمستردام الهولندي، ولعب معهم بين عامي 1985 و1989، وفي عام 1989 انتقل إلى نادي سانت إتيان الفرنسي، ولعب معهم حتى عام 1991، وفي عام 1991 انتقل إلى نادي فيينورد روتردام الهولندي، ولعب معهم بين عامي 1991 و1996، وفي عام 1996 لعب مع نادي أوتريخت واستمر معهم حتى عام 1998، وفي موسم 1998/1999 انتقل إلى نادي الاتحاد السعودي.
و قد لعب مع منتخب هولندا لكرة القدم 30 مباراة دولية وسجل 3 أهداف.
و منذ عام 2004 هو مساعد مدرب منتخب هولندا لكرة القدم ماركو فان باستن.

## روابط خارجية
- روب ويتشجه على موقع الاتحاد الدولي (مؤرشف)  (الإنجليزية)
- روب ويتشجه على موقع الاتحاد الأوربي (الإنجليزية)
- روب ويتشجه على موقع قاعدة بيانات كرة القدم.إي يو (الإنجليزية)
- روب ويتشجه على موقع ناشيونال فوتبول تيمز (الإنجليزية)
- روب ويتشجه على موقع Soccerway.com (الإنجليزية)
- روب ويتشجه على موقع كووورة